# Xã Lowe, Quận Washington, Kansas
Xã Lowe (tiếng Anh: Lowe Township) là một xã thuộc quận Washington, tiểu bang Kansas, Hoa Kỳ. Năm 2010, dân số của xã này là 61 người.